# 鯻屬
鯻屬（學名：Terapon）為日鱸目鯻科的一屬，傳統上歸類於鱸形目。

## 分布
本屬魚類分布於印度洋及太平洋沿岸海域，適應淡水及海水環境。

## 分類
本屬包含3個種：
- 花身鯻 Terapon jarbua (Fabricius, 1775)：又稱細鱗鯻。
- 三線鯻 Terapon puta Cuvier, 1829
- 條紋鯻 Terapon theraps Cuvier, 1829：又稱鯻。

## 外部連結
- 维基共享资源上的相關多媒體資源：鯻屬